# Véro Tshanda Beya Mputu
Véro Tshanda Beya, née Véro Tshanda Beya Mputu à Kinshasa, est une actrice congolaise. Elle est connue pour avoir joué le rôle du personnage principal du film Félicité réalisé par Alain Gomis pour lequel elle remporte plusieurs prix.

## Biographie
Elle est née dans la province du Kasaï. Après des études de sciences commerciales et de marketing, elle connait une période difficile. À la suite de la mort de ses parents, elle est logée par sa sœur à Kinshasa et vit de petits boulots, notamment comme vendeuse de vêtements ambulante, dans la rue. Elle a une fille mais son compagnon est mort également, tué par balles,.
À la suite d'une audition à laquelle elle participe un peu par hasard, elle est retenue par Alain Gomis pour le rôle principal de son film Félicité. Le film obtient le Grand prix du jury de la Berlinale en 2017 et l'Étalon de Yennenga au Fespaco 2017. Son interprétation est particulièrement remarquée,,. Elle lui vaut plusieurs prix et distinctions, notamment le prix d'interprétation auw Journées cinématographiques de Carthage 2017, un  Africa Movie Academy Awards en 2017 de la meilleure actrice, et le prix de la meilleure interprétation féminine lors de la 6e édition des Trophées francophones du cinéma,.
Elle est membre en 2018 du jury du Festival international du film de femmes de Salé.

## Filmographie
- 2017 : Félicité d'Alain Gomis : Félicité

## Distinctions
- Prix d'interprétation dans un rôle féminin au Journées cinématographiques de Carthage 2017 pour Félicité.
- Prix de la meilleure actrice aux Africa Movie Academy Awards en 2017.
- Prix de la meilleure interprétation féminine lors de la 6e édition des Trophées francophones du cinéma.